# John William Kime
John William Kime, ameriški admiral, * 18. februar 1934, Greensboro, Severna Karolina, Združene države Amerike, † 14. september 2006, Towson, Maryland.
Med letoma 1990 in 1994 je služil kot 19. komandant Obalne straže ZDA.